# Morte e funeral de Estado de Josip Broz Tito
O funeral de Josip Broz Tito, Presidente da Iugoslávia e Presidente da Liga dos Comunistas da Iugoslávia, foi realizado em 8 de maio de 1980, quatro dias após sua morte, em 4 de maio. Seu funeral atraiu muitos estadistas de todo o mundo, de países ocidentais, orientais e membros do Movimento Não Alinhado.   Os participantes incluíram quatro reis, seis príncipes, 22 primeiros-ministros, 31 presidentes e 47 ministros das relações exteriores. No total, 128 países dos 154 membros da ONU na época estavam representados.  Também estiveram presentes delegados de sete organizações multilaterais, seis movimentos e 40 partidos políticos.
Tito ficou cada vez mais doente ao longo de 1979. Em 7 de janeiro e novamente em 11 de janeiro de 1980, Tito foi internado no Centro Médico Universitário de Liubliana, capital da República Socialista Soviética da Eslovênia, com problemas de circulação nas pernas. Sua perna esquerda foi amputada logo depois devido a obstruções arteriais, e morreu de gangrena no Centro Médico de Liubliana no dia 4 de maio de 1980 às 15h05, três dias antes de seu 88º aniversário. O Plavi voz, trem pessoal de Tito, trouxe seu corpo para Belgrado, onde ficou exposto no prédio do Parlamento Federal até o funeral.
Como Tito foi visto como a figura unificadora central das nações da Iugoslávia culturalmente, religiosamente diversas e, ao longo dos tempos, etnicamente antagônicas, sua morte é considerada um dos principais catalisadores para a dissolução e destruição do Estado iugoslavo, apenas uma década depois.

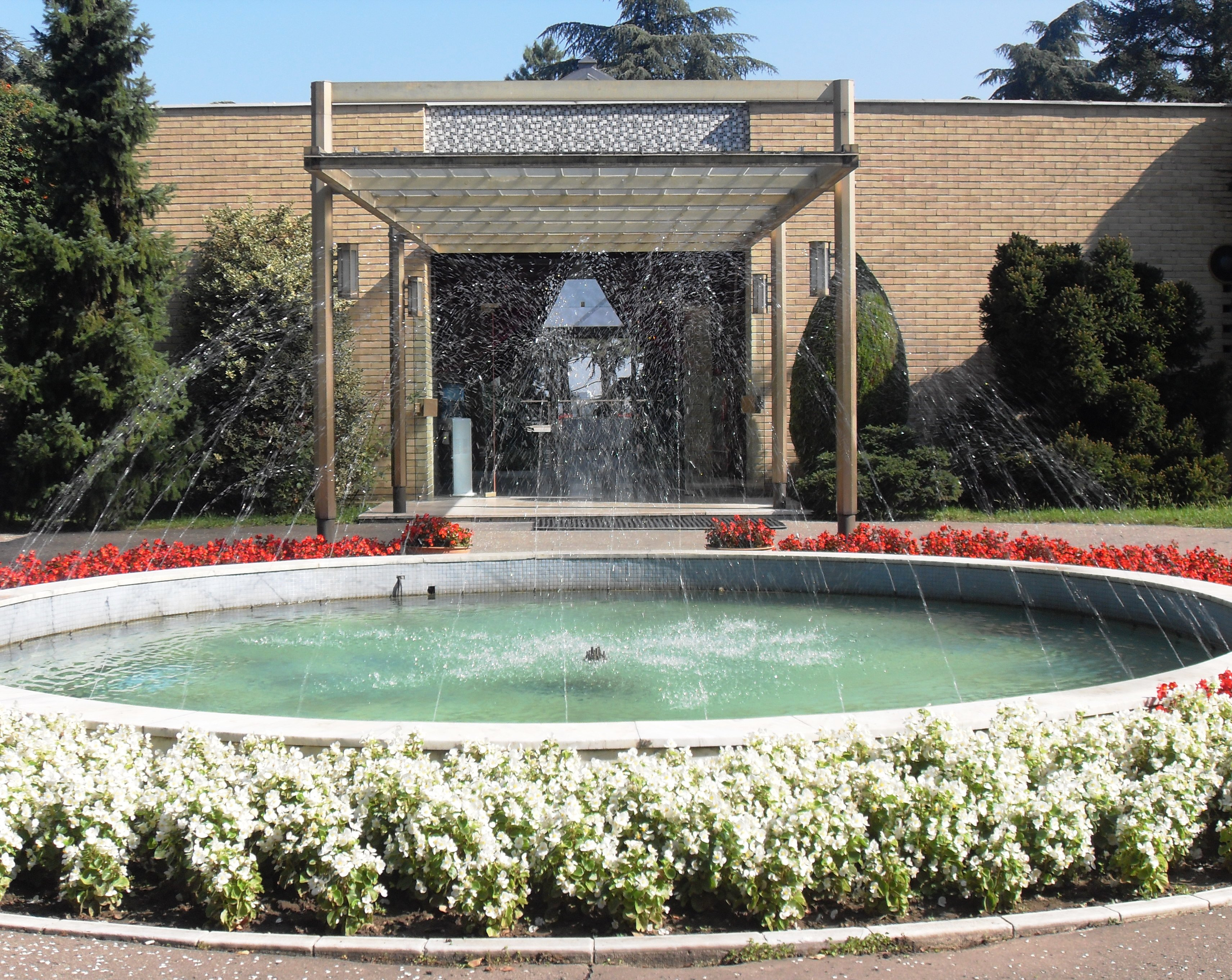
Casa das Flores, mausoléu de Tito.

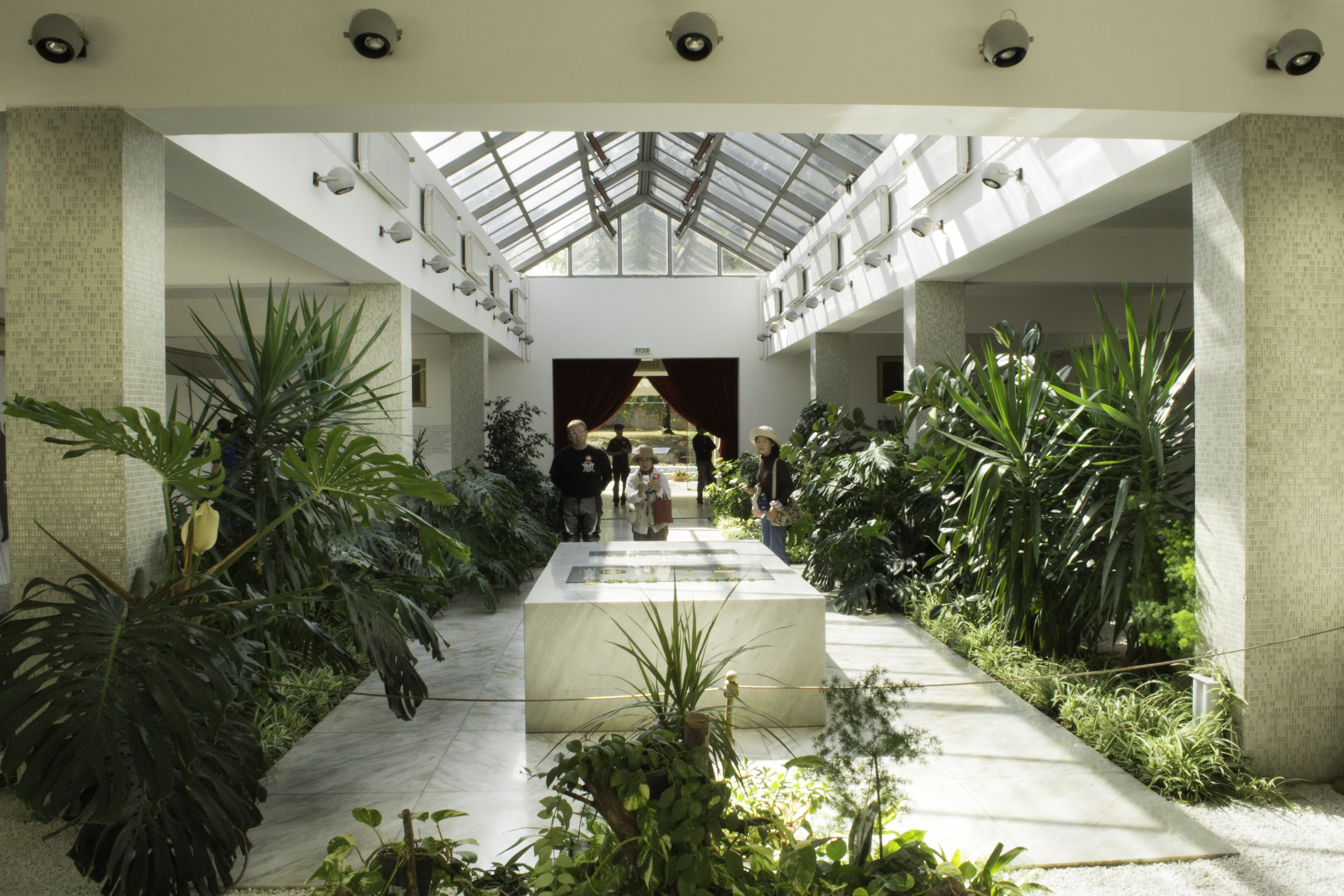
Interior da Casa das Flores.

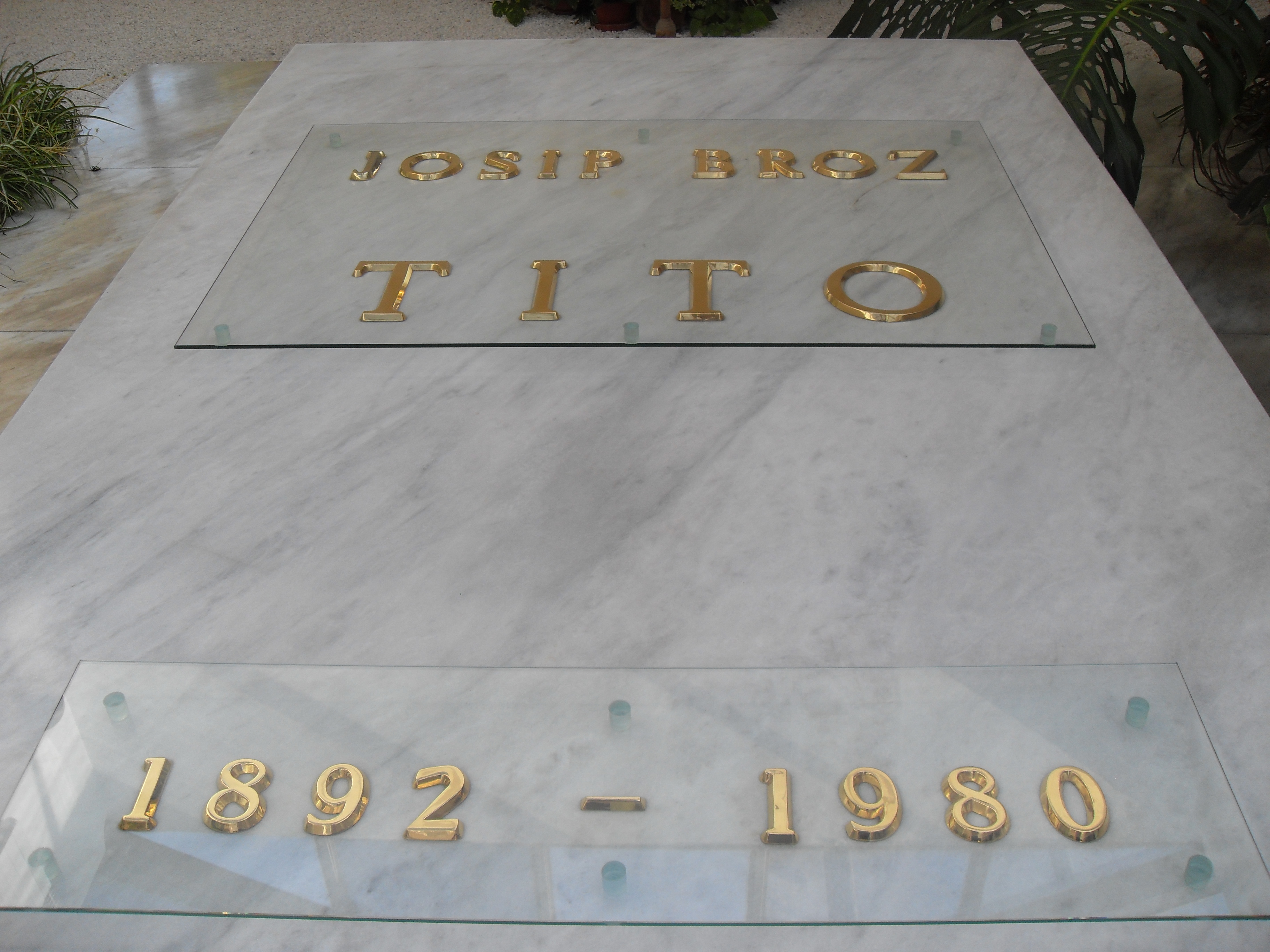
Túmulo de Tito.

## Doença
Em 1979, a saúde de Tito declinou rapidamente, principalmente devido a uma embolia arterial na perna esquerda. Esta embolia era uma complicação da sua diabetes, que tinha há muitos anos. Nesse ano, participou na Conferência de Havana do Movimento Não Alinhado e passou a passagem de ano na sua residência em Karađorđevo. Durante todo o evento televisionado, Tito permaneceu sentado enquanto trocava cumprimentos, causando preocupação ao público que assistia. Durante este tempo, a Vila Srna foi construída para seu uso perto de Morović em caso de recuperação. 
Os primeiros problemas de circulação na perna esquerda começaram na segunda quinzena de dezembro de 1979. Tito se recusou a se submeter a qualquer procedimento diagnóstico antes da comemoração do ano novo. Em 3 de janeiro de 1980, Tito foi internado no Centro Médico da Universidade de Liubliana para exames de vasos sanguíneos na perna. Dois dias depois, após a angiografia, ele recebeu alta para sua residência no Castelo de Brdo, com recomendação de tratamento intensivo adicional. A angiografia revelou que a artéria femoral superficial de Tito e a artéria do tendão de Aquiles estavam obstruídas. O conselho médico era composto por oito médicos iugoslavos, Michael DeBakey dos Estados Unidos e Marat Knyazev da União Soviética. 
Seguindo o conselho de DeBakey e Knyazev, a equipe médica tentou uma ponte de safena arterial. A primeira cirurgia foi feita na noite de 12 de janeiro  A princípio, a operação parecia ter sido um sucesso, mas depois de algumas horas ficou claro que a operação não foi bem-sucedida. Devido a graves danos nas artérias, que levaram à interrupção do fluxo sanguíneo e à desvitalização acelerada dos tecidos da perna esquerda, a perna esquerda de Tito foi amputada em 20 de janeiro  para evitar a propagação da gangrena. Quando Tito foi informado da necessidade de amputação, ele resistiu o máximo que pôde. Finalmente, após se reunir com seus filhos, Žarko e Mišo, concordou com a amputação. Após a amputação, a saúde de Tito melhorou e ele iniciou a reabilitação. No dia 28 de janeiro foi transferido do Serviço de Cirurgia Cardiovascular para o Serviço de Cardiologia. Nos primeiros dias de Fevereiro a sua saúde melhorou o suficiente para lhe permitir desempenhar algumas das suas funções regulares.
No início de janeiro de 1980, porém, tornou-se claro que a vida de Tito corria grave perigo e a liderança política iugoslava iniciou secretamente os preparativos para o seu funeral. O desejo de Tito era que ele fosse enterrado na Casa das Flores, na colina Dedinje, com vista para Belgrado. Moma Martinovic, diretora da Rádio Televisão de Belgrado, foi convocada por Dragoljub Stavrev, vice-presidente do governo federal, para traçar planos de transmissão do funeral.
No final de fevereiro, a saúde de Tito piorou repentinamente. Ele sofria de insuficiência renal e em março seu coração e pulmões começaram a falhar e no final de abril sofreu um derrame, enquanto ainda estava no hospital.

## Morte

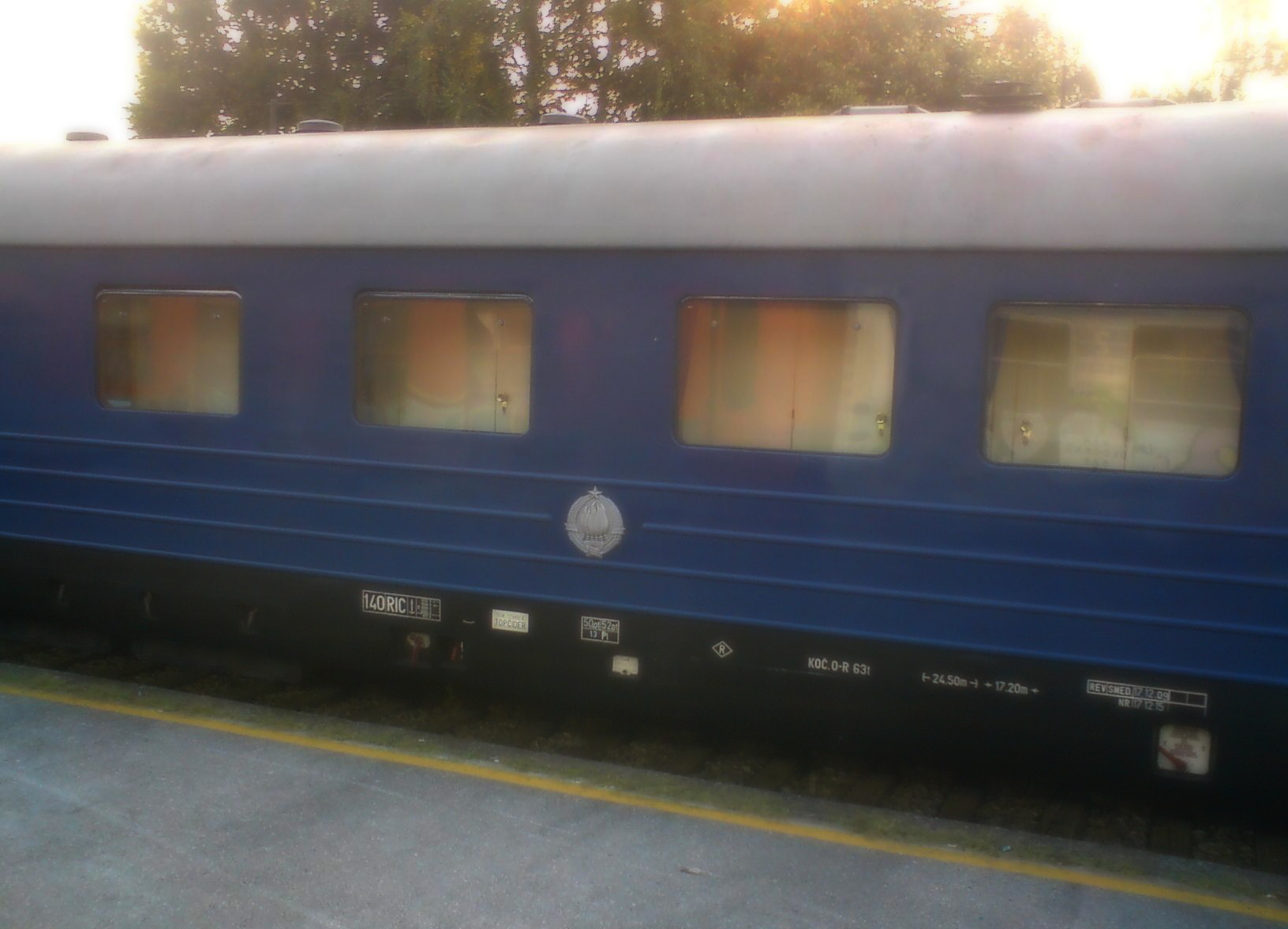
Trem Azul de Tito (Plavi voz), o trem que transportou o caixão de Tito de Liubliana a Belgrado.

Josip Broz Tito faleceu no Departamento de Cirurgia Cardiovascular do Centro Médico Universitário de Liubliana, em 4 de maio de 1980, às 15h05, devido a complicações de gangrena, três dias antes de completar 88 anos. Ele morreu no sétimo andar, em uma pequena sala no canto sudeste. Uma inscrição comemorativa no salão principal dizia mais tarde "Pot do osvoboditve človeka bo še dolga, a bila bi daljša da ni živel Tito" ("A luta pela libertação dos povos será longa, mas teria sido mais longa se Tito nunca tivesse vivido"). Essa inscrição foi removida posteriormente. Imediatamente após saber da morte de Tito, uma sessão extraordinária completa da Presidência da Iugoslávia e da Presidência do Comitê Central da Liga dos Comunistas da Iugoslávia foi realizada em Belgrado, começando às 18h, na qual a morte de Tito foi formalmente declarada via uma declaração conjunta:

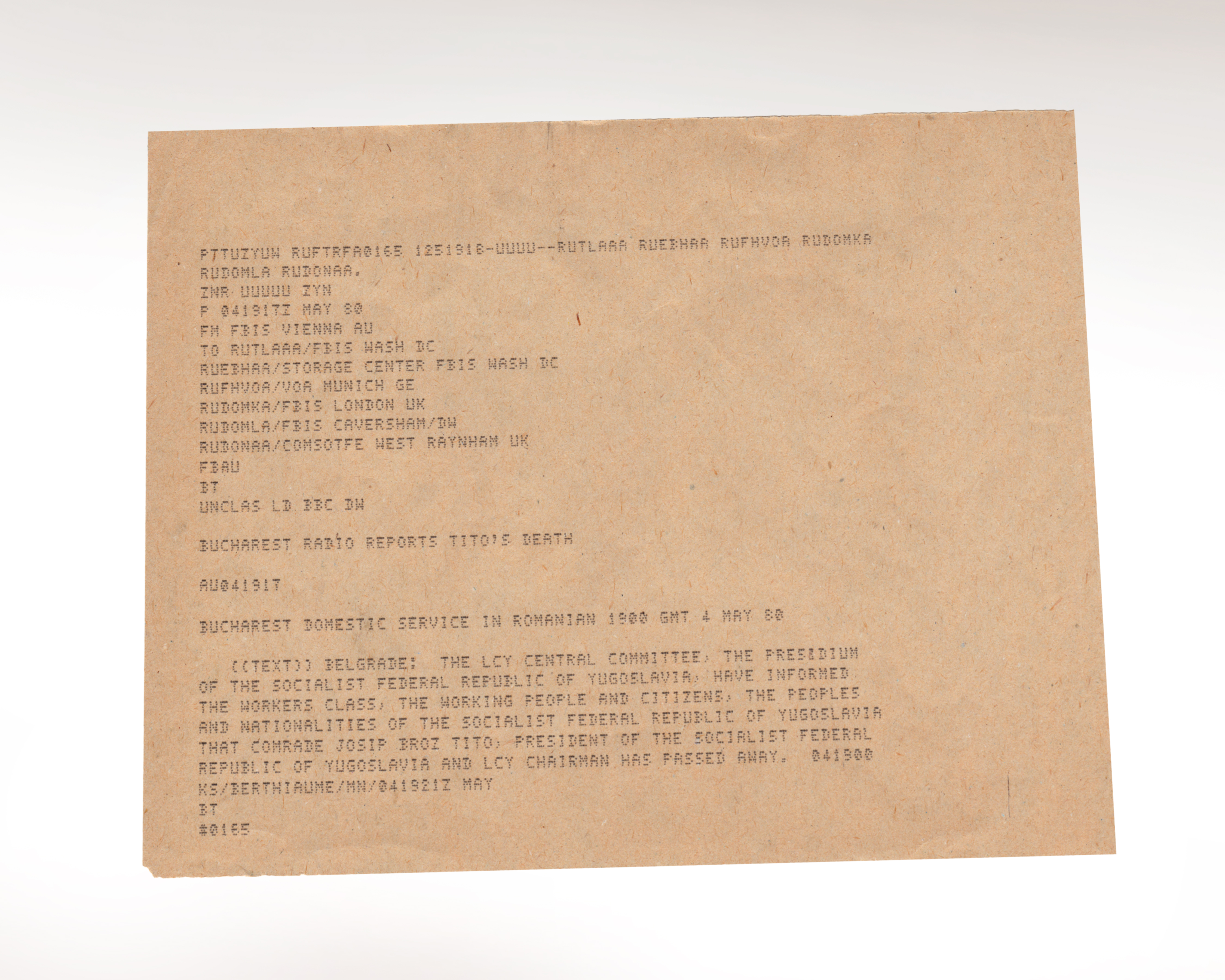
A mensagem do FBIS Austria Bureau da CIA, sobre o anúncio da morte de Tito na Rádio Bucareste, arquivada em 4 de maio de 1980.

À classe trabalhadora, a todos os trabalhadores e cidadãos, e a todas as nações e nacionalidades da República Socialista Federativa da Iugoslávia:
Camarada Tito faleceu.
No dia 4 de maio de 1980, às 15h05 em Ljubljana, o grande coração do Presidente da nossa Iugoslávia Socialista, do Presidente da Presidência da Iugoslávia, do Presidente da Liga dos Comunistas da Iugoslávia, do Marechal da Iugoslávia e do Comandante-em-chefe das forças armadas iugoslavas, Josip Broz Tito, parou de bater.
Grande tristeza e dor estão abalando a classe trabalhadora, as nações e nacionalidades do nosso país, cada cidadão, trabalhador, soldado, veterano de guerra, agricultor, intelectual, cada criador, pioneiro e jovem, e cada menina e mãe.
Tito é nosso amigo mais querido. Durante toda a sua vida, Tito foi um lutador pelos interesses e objetivos da classe trabalhadora, pelos ideais e desejos mais humanos das nossas nações e nacionalidades. Durante sete décadas ele esteve ardendo em um movimento operário. Durante seis décadas, ele fortaleceu os comunistas iugoslavos. Durante mais de quatro décadas, ele foi o líder do nosso Partido. Ele foi um líder heróico na Segunda Guerra Mundial e na revolução socialista. Durante três décadas e meia, ele liderou o nosso país socialista. Ele transferiu o nosso país e a nossa luta por uma sociedade humana mais justa para a história mundial, provando dessa forma ser a nossa personalidade histórica mundial mais crucial.
Durante os momentos mais fatídicos da nossa sobrevivência e desenvolvimento, Tito foi ousado e digno de carregar a bandeira proletária da nossa revolução, persistente e consistentemente ligada ao destino das nações e do homem. Ele lutou ao longo de sua vida e obra e viveu o humanismo revolucionário e o fervor com entusiasmo e amor pela pátria.
Tito não foi apenas um visionário, crítico e tradutor do mundo. Ele revisou as condições objetivas e os padrões dos movimentos sociais, transformando as grandes ideias e pensamentos em ação com milhões de massas populares com ele no comando, e fez transformações sociais progressivas que marcaram época.
Assim, o seu trabalho revolucionário será para sempre lembrado em todos os tempos da história dos povos e das nacionalidades da Jugoslávia e da história da independência de toda a humanidade.
—Assinado, Comitê Central da Liga dos Comunistas da Iugoslávia e Presidência da Iugoslávia, Belgrado, 4 de maio de 1980.

Após a leitura da declaração, Stevan Doronjski (Presidente da Liga dos Comunistas da Iugoslávia) disse: "Glória eterna seja à memória do nosso grande líder e pai da revolução, Presidente da Iugoslávia e Secretário Geral e Presidente da Liga, nosso camarada Josip Broz Tito.”
Na mesma reunião, pela Constituição Iugoslava de 1974, conforme alterada, foi decidido que Lazar Koliševski, Vice-Presidente da Presidência da Iugoslávia, assumiria temporariamente o cargo de Presidente da Presidência da Iugoslávia, e que Cvijetin Mijatović, um ex-membro da Presidência da República Socialista Soviética da Bósnia e Herzegovina, ocuparia o lugar de Koliševski como vice-presidente de estado. Na sequência da alteração, o antigo presidente da Presidência do Comité Central da Liga dos Comunistas da Iugoslávia, Stevan Doronjski, assumiu o cargo de Presidente da Presidência do Comité Central da Liga dos Comunistas da Iugoslávia. Imediatamente depois, o Conselho Executivo Federal decidiu anunciar formalmente uma semana de luto nacional em todo o país e cancelou todos os eventos de entretenimento, culturais e esportivos.   Muitos países ao redor do mundo declararam períodos de luto nacional: Coreia do Norte,  Egito,  Argélia, Tanzânia,  e Birmânia  anunciaram sete dias de luto; Paquistão,  Chipre e Gana anunciaram quatro dias de luto; Jordânia,  Índia, Iraque, Cuba, Guiné e Zâmbia anunciaram três dias de luto; Angola anunciou dois dias de luto; e o Sri Lanka declarou um dia de luto.

## Luto na nação

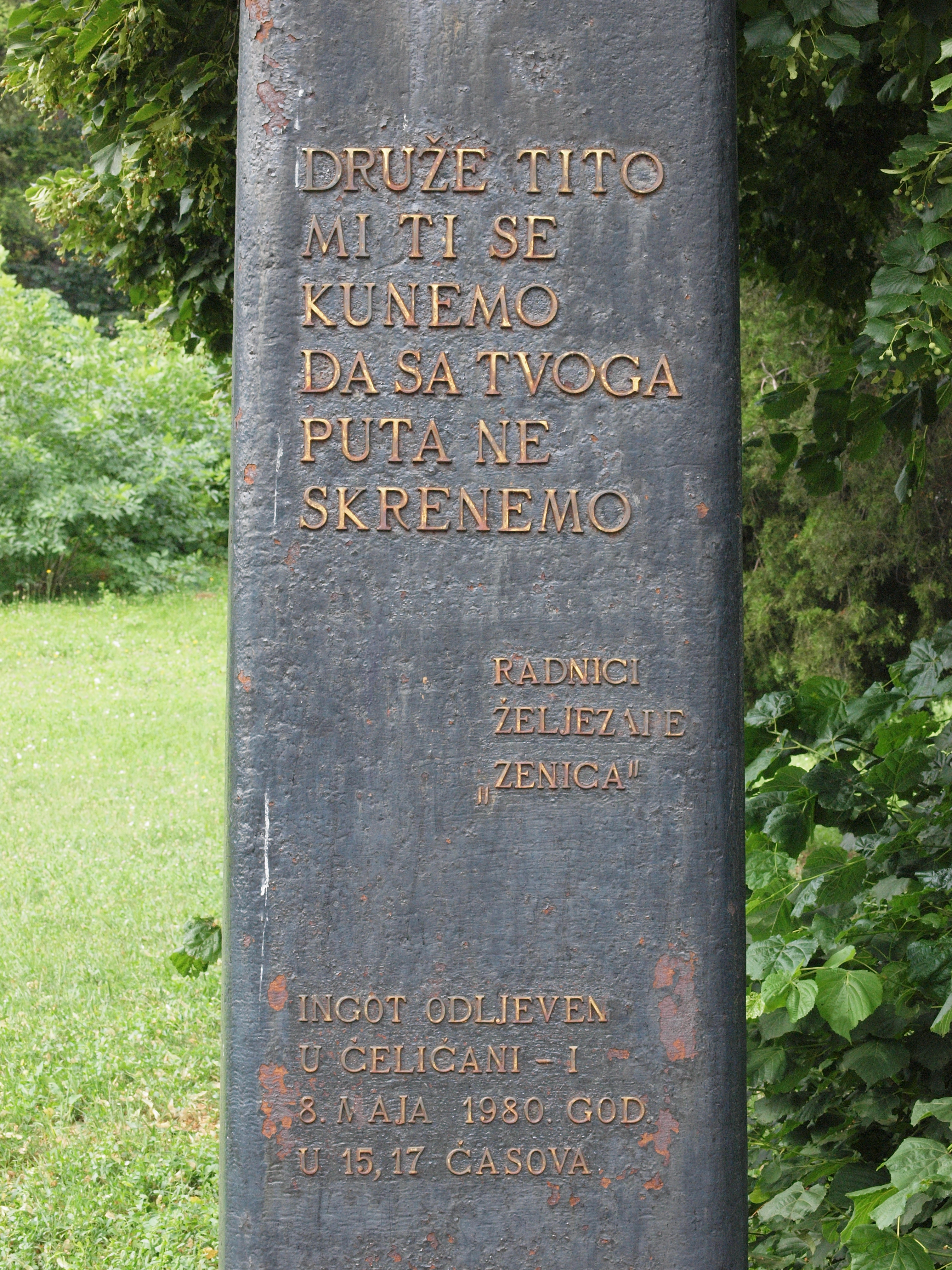
Memorial lendo slogan muito repetido na década de 1980; Zenica, 8 de maio de 1980

A morte de Tito foi repentina e inesperada para os cidadãos iugoslavos que estavam ocupados com suas atividades habituais de fim de semana. Na noite do dia chave, as emissoras de TV transmitiam a programação normal na televisão até que esta foi interrompida por uma tela preta por 30 segundos. Depois disso, Miodrag Zdravković, locutor da Rádio Televisão de Belgrado, leu ao vivo a seguinte declaração:
O camarada Tito faleceu. Isto foi anunciado esta noite pelo Comitê Central da Liga dos Comunistas da Jugoslávia e pela Presidência da Jugoslávia à classe trabalhadora, a todos os trabalhadores e cidadãos e a todas as nações e nacionalidades da República Socialista Federativa da Iugoslávia.
O mesmo anúncio foi lido nas estações de televisão de cada república constituinte nas suas respectivas línguas.
Nas tardes de domingo, a televisão iugoslava frequentemente transmitia jogos de futebol da Primeira Liga Iugoslava. Naquele dia, houve uma partida do campeonato em Split entre NK Hajduk Split e FK Crvena Zvezda.  Quando a partida estava aos 41 minutos, três homens entraram no campo do Estádio Poljud, sinalizando ao árbitro para interromper a partida. Ante Skataretiko, presidente do Hajduk, pegou o microfone e anunciou a morte de Tito. O que se seguiu foram cenas repentinas de choro em massa, com alguns jogadores como Zlatko Vujović caindo no chão e chorando. Jogadores de ambas as equipes e árbitros alinhados para um momento de silêncio. Assim que o locutor do estádio disse "Que descanse em paz", todo o estádio de 50 mil torcedores começou espontaneamente a cantar Camarada Tito nós te juramos, do seu caminho nunca nos afastaremos (Druže Tito mi ti se kunemo, da sa tvoga puta ne skrenemo).  A partida foi interrompida e repetida no final do mês.
O luto pela morte do estadista baseou-se em grande parte no seu lugar na cena política iugoslava. Ele liderou o movimento de resistência contra a ocupação do Eixo na Segunda Guerra Mundial, ajudou a criar uma federação socialista baseada nos princípios da "fraternidade e unidade" das nações iugoslavas, defendeu a autodeterminação e a independência política da Iugoslávia do pós-guerra em relação ao Bloco Ocidental e Oriental,  co-iniciaram o Movimento Não Alinhado no momento do pico das tensões de uma possível guerra nuclear entre os blocos; tudo isso contribuiu para sua popularidade geral no país e no exterior.

## Dignitários

Nações que enviaram delegações.
Nações que não enviaram delegações, mas organizações dessas nações o fizeram.
Nações que não enviaram delegações.

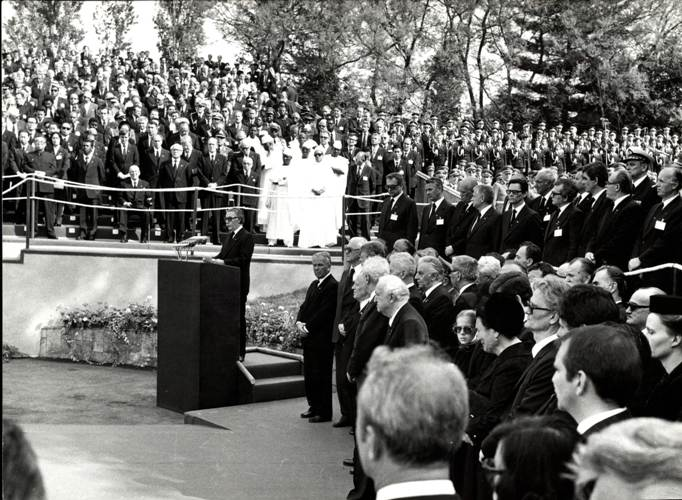
Funeral de Estado de Josip Broz Tito

O trem azul de Tito trouxe um caixão vazio para Belgrado, devido ao mau estado de seu falecido corpo. Os restos mortais de Tito foram transferidos para Belgrado por um helicóptero militar.
O funeral de Tito atraiu muitos estadistas a Belgrado. Dois estadistas notavelmente ausentes foram o presidente dos Estados Unidos, Jimmy Carter, e o primeiro secretário do Partido Comunista de Cuba, Fidel Castro. Sua morte ocorreu no momento em que a invasão soviética do Afeganistão em 1979 pôs fim à distensão americano-soviética. A Iugoslávia, embora seja um estado comunista, não estava alinhada durante a Guerra Fria devido à ruptura Tito–Stalin em 1948.
Depois de saber que o presidente do Partido Comunista Chinês, Hua Guofeng, lideraria a delegação chinesa, o enfermo secretário-geral soviético, Leonid Brezhnev, decidiu liderar a delegação do seu país. Para evitar encontrar Brejnev no meio de sua campanha para as eleições presidenciais dos Estados Unidos de 1980, Carter optou por enviar sua mãe Lilian Carter e o vice-presidente Walter Mondale como chefes da delegação dos EUA. Depois de perceber que os líderes de todas as nações do Pacto de Varsóvia compareceriam ao funeral, a decisão de Carter foi criticada pelo candidato presidencial George H. W. Bush como um sinal de que os Estados Unidos "inferencialmente atacam os iugoslavos no momento em que o país se afastou da União Soviética".  Carter visitou a Iugoslávia no final de junho de 1980 e fez uma visita ao túmulo de Tito.  
Helmut Schmidt, chanceler da Alemanha Ocidental, esteve muito ativo no funeral, reunindo-se com Brezhnev, Erich Honecker da Alemanha Oriental e Edward Gierek da Polônia. A primeira-ministra britânica Margaret Thatcher procurou reunir os líderes mundiais para condenar duramente a invasão soviética. Enquanto ela estava em Belgrado, ela conversou com Kenneth Kaunda, Schmidt, Francesco Cossiga e Nicolae Ceaușescu. Brejnev encontrou-se com Kim Il-sung e Honecker. James Callaghan, líder do Partido Trabalhista Britânico, explicou a sua presença em Belgrado como uma tentativa de aquecer as relações entre o seu partido e os comunistas iugoslavos, que foram cortadas há mais de uma década depois que o dissidente Milovan Đilas foi recebido por Jennie Lee, Ministra das Artes sob Harold Wilson. Mondale evitou os soviéticos, ignorando Brejnev ao passar perto dele. As delegações soviética e chinesa também se evitavam.
A pompa e a escala do funeral foram amplamente documentadas e o evento foi motivo de orgulho para o país nos anos seguintes. No décimo quinto aniversário da sua morte, em 1995, o jornal croata Arkzin observou que "os tempos turbulentos ainda não permitem uma avaliação verdadeiramente histórica da sua estatura e realizações, mas a avaliação que o mundo mostrou naqueles dias em Maio de 1980, confirma que pequenos nações e pequenos estados podem produzir gigantes mundiais." 
Durante o funeral, Yasser Arafat bateu no ombro de Margaret Thatcher, após o que ela balançou e apertou sua mão. Ela afirmou que nunca poderia se perdoar por apertar a mão dele. 
Tito foi enterrado duas vezes em 8 de maio. O primeiro enterro foi para câmeras e dignitários. A sepultura era rasa com apenas 200 quilogramas da réplica do sarcófago. O segundo enterro foi realizado em particular durante a noite. Seu caixão foi removido e a cova rasa foi aprofundada. O caixão foi fechado com uma máscara de cobre e enterrado novamente em uma cova muito mais profunda, selada com cimento e coberta com um sarcófago de 9 toneladas. As autoridades comunistas temiam que alguém pudesse roubar o cadáver, como aconteceu com Charlie Chaplin. No entanto, o sarcófago de 9 toneladas teve que ser montado com um guindaste, o que tornaria o funeral pouco atraente.
Em total contraste com a pompa do funeral, o túmulo de Tito foi construído em mármore com uma inscrição simples que diz JOSIP BROZ - TITO 1892–1980. Não incorporou uma estrela vermelha ou qualquer emblema ligado ao comunismo. Historiadores afirmou que o local do sepultamento, que era o jardim do local onde morou no pós-guerra, mais popularmente conhecido como Casa das Flores, foi escolhido de acordo com a vontade de Tito.  A Casa das Flores, juntamente com o Museu da Iugoslávia, tornou-se desde então um destino turístico e marco de Belgrado visitado por milhões de pessoas.

## Delegações estrangeiras
- Fonte:Mirosavljev, Radoslav (1981). Titova poslednja bitka (Tito's Last Battle) (em servo-croata). Beograd: Narodna knjiga. pp. 262–264 Titova poslednja bitka ( A Última Batalha de Tito ) (em servo-croata). Belgrado: Narodna knjiga. pp. 262–264.

### Delegações

#### Chefes de Estado
As delegações estaduais desses países foram lideradas pelos seus respectivos chefes de estado:
- Argélia: Chadli Bendjedid (Presidente), Mohammed Seddik Benyahia (Ministro de Relações Exteriores)
- Áustria: Rudolf Kirchschläger (Presidente), Bruno Kreisky (Chanceler Federal), Willibald Pahr (Ministro do Exterior)
- Bangladesh: Ziaur Rahman (Presidente), Muhammad Shamsul Haque (Ministro de Relações Exteriores)
- Bélgica: Balduíno (Rei), Wilfried Martens (Primeiro-ministro), Henri Simonet (Ministro de Relações Exteriores)
- Bulgária: Todor Zhivkov (Presidente do Conselho de Estado)
- Canadá: Edward Schreyer (Governador-geral), Jean Marchand (Orador do Senado)
- Tchecoslováquia: Gustáv Husák (Presidente), Miloš Jakeš (Primeiro Secretário do Partido Comunista), Bohuslav Chňoupek (Ministros das Relações Exteriores)
- Etiópia: Mengistu Haile Mariam (Presidente do Dergue)
- Finlândia: Urho Kekkonen (Presidente), Paavo Väyrynen (Ministro das Relações Exteriores)
- Grécia: Konstantinos Tsatsos (Presidente), Agamemnon Gratzios (Chefe do Estado-Maior da Defesa Nacional)
- Guiné: Ahmed Sékou Touré (Presidente), Moussa Diakité (Ministro do Exterior)
- Guiné-Bissau: Luís Cabral (Presidente), Constantino Teixeira (Comissário de Assuntos Internos)
- Hungria: János Kádár (Secretário-geral do Partido Socialista Operário Húngaro)
- Iraque: Saddam Hussein (Presidente), Sa'dun Hammadi (Ministro do Exterior)
- Irlanda: Patrick Hillery (Presidente), George Colley (Tánaiste)
- Itália: Sandro Pertini (Presidente), Francesco Cossiga (Primeiro-ministro), Oddo Biasini (Ministro da Cultura)
- Jordânia: Hussein (Rei), Abdelhamid Sharaf (Primeiro-ministro)
- Chipre: Spyros Kyprianou (Presidente), Nicos A. Rolandis (Ministro do Exterior)
- Coreia do Norte: Kim Il Sung (Secretário-Geral do Partido dos Trabalhadores da Coreia e Presidente), Ho Dam (Ministro do Exterior), O Jin-u (Ministro da Defesa)
- Kampuchea Democrático: Khieu Samphan (Presidente do Presidium do Estado e Primeiro-ministro), Teng Sang (Vice-presidente)
  - Nota: Esta delegação representou o governo do Camboja, reconhecido pela ONU (Kampuchea Democrático), embora em 1980 o Camboja fosse de facto governado como República Popular do Kampuchea.[22]
- Luxemburgo: João (Grão-Duque), Gaston Thorn (Ministro do Exterior e Vice-primeiro-ministro)
- Mali: Moussa Traoré (Presidente), Alioune Blondin Beye (Ministro do Exterior)
- Malta: Anton Buttigieg (Presidente)
- Alemanha Oriental: Erich Honecker (Secretário Geral do Comitê Central e Presidente do Conselho de Estado), Oskar Fischer (Ministro das Relações Exteriores), Manfred Flegel (Vice-presidente do Conselho de Ministros)
- Alemanha Ocidental: Karl Carstens (Presidente), Helmut Schmidt (Chanceler), Hans-Dietrich Genscher (Ministro do Exterior)
- Noruega: Olavo V (Rei), Odvar Nordli (Primeiro-ministro)
- Paquistão: Muhammad Zia-ul-Haq (Presidente), Riaz Piracha (Secretário do Exterior)
- Panamá: Aristides Royo (Presidente), Carlos Osores (Ministro do Exterior)
- Polônia: Edward Gierek (Primeiro-secretário do Partido Operário Unificado Polaco), Wojciech Jaruzelski (Ministro da Defesa Nacional)
- Portugal: António Ramalho Eanes (Presidente), Francisco de Sá Carneiro (Primeiro-ministro)
- Romênia: Nicolae Ceaușescu (Presidente), Ilie Verdeț (Primeiro-ministro), Ștefan Andrei (Ministro das Relações Exteriores)
- San Marino: Pietro Chiaruzzi e Primo Marani (Capitães-regentes)
- União Soviética: Leonid Brezhnev (Secretário Geral do Comitê Central do Partido Comunista, Presidente do Presidium do Soviete Supremo), Andrei Gromiko (Ministro das Relações Exteriores)
- Suécia: Carlos XVI Gustavo (Rei), Ola Ullsten (Ministro dos Negócios Estrangeiros)
- Síria: Hafez al-Assad (Presidente), Abdul Halim Khaddam (Ministro das Relações Exteriores e Vice-primeiro-ministro)
- Tanzânia: Julius Nyerere (Presidente), Benjamin Mkapa (Ministro dos Negócios Estrangeiros)
- Togo: Gnassingbé Eyadéma (Presidente)
- Zâmbia: Kenneth Kaunda (Presidente), Wilson M. Chakulya (Ministro das Relações Exteriores)

#### Chefes de governo ou vice-chefes de estado
As delegações desses países eram chefiadas pelos seus chefes de governo ou vice-chefes de estado:
- Birmânia: Maung Maung Kha (Primeiro-ministro)
- Cabo Verde: Pedro Pires (Primeiro-ministro)
- China: Hua Guofeng (Presidente do Partido Comunista Chinês e Primeiro-ministro da China), Ji Pengfei (Secretário-geral do Conselho de Estado)
- Egito: Hosni Mubarak (Vice-presidente)
- França: Raymond Barre (Primeiro-ministro), Jean François-Poncet (Ministro dos Negócios Estrangeiros)
- Gana: Joseph W.S. de Graft-Johnson (Vice-presidente), Isaac Chinebuah (Ministro dos Negócios Estrangeiros), William Ofori Atta (Ministro do Governo)
- Índia: Indira Gandhi (Primeira-ministra)
- Indonésia: Adam Malik (Vice-presidente)
- Japão: Masayoshi Ōhira (Primeiro-ministro), Yasure Katoi (Vice-ministro das Relações Exteriores)
- Madagascar: Charles Ravoajanakhari (Vice-presidente do Conselho Supremo Revolucionário)
- Mongólia: Jambyn Batmönkh (Primeiro-ministro)
- Países Baixos: Príncipe Claus (Príncipe consorte), Bernardo de Lipa-Biesterfeld (ex-Príncipe consorte), Dries van Agt (Primeiro-ministro), Chris van der Klaauw (Ministro de Relações Exteriores)
- Peru: Pedro Richter Prada (Primeiro-ministro)
- Espanha: Adolfo Suárez (Primeiro-ministro), Marcelino Oreja (Ministro de Relações Exteriores)
- Turquia: Süleyman Demirel (Primeiro-ministro), Hayrettin Erkmen (Ministro do Exterior)
- Reino Unido: Príncipe Filipe (Consorte da Rainha), Margaret Thatcher (Primeiro-ministro), Lorde Carrington (Secretário dos Negócios Estrangeiros), Fitzroy Maclean (tinha conexões com os guerrilheiros iugoslavos durante a guerra, amigo pessoal de Tito)
- Estados Unidos: Walter Mondale (Vice-presidente), Lillian Gordy Carter (mãe do presidente Jimmy Carter) e W. Averell Harriman (ex-governador de Nova York)
- República Árabe do Iémen: Qadi Abdel (Vice-presidente)
- Zimbábue: Robert Mugabe (Primeiro-ministro)

#### Vices ou ministros das Relações Exteriores
As delegações desses países eram chefiadas pelos seus vice-chefes de estado, vice-chefes de governo ou pelos seus ministros das Relações Exteriores:
- Afeganistão: Sultan Ali Keshtmand (Primeiro Vice-Presidente do Conselho de Ministros), Shah Mohamad Dost (Ministro do Exterior)
- Austrália: Andrew Peacock (Ministro dos Negócios Estrangeiros)
- Bolívia: Gaston Aroas Levi (Chanceler)
- Brasil: José Ferraz de Rosa (General do Exército, Ministro de Estado e Chefe do Estado-Maior General), Oto Agripino Maia (Ministro das Relações Exteriores)
- Camarões: Jean Keutcha (Ministro do Exterior)
- Cuba: Carlos Rafael Rodríguez (Vice-presidente do Conselho de Estado), Isidoro Malmierca Peoli (Ministro do Exterior)
- Dinamarca: Príncipe Henrique (Príncipe consorte), Kjeld Olesen (Ministro do Exterior)
- Guiana: Ptolemy Reid (Vice-primeiro-ministro)
- Irã: Sadegh Ghotbzadeh (Ministro de Relações Exteriores)
- Maurícia: Harold Edward Water (Ministro do Exterior)
- México: Enrique Olivares Santana (Secretário do Interior), Luis M. Farías (Presidente da Câmara dos Deputados)
- Nepal: Príncipe Gyanendra do Nepal e K. B. Shahi (Ministro de Relações Exteriores)
- Nigéria: Ishaya Audu (Ministro de Relações Exteriores), Joseph Wayas (Presidente do Senado)
- Nicarágua: Miguel d'Escoto Brockmann (Ministro do Exterior)
- Nova Zelândia: Brian Talboys (Vice-primeiro-ministro e Ministro das Relações Exteriores)
- Seicheles: Jacques Hodoul (Ministro das Relações Exteriores)
- Sri Lanka: Abdul Cader Shahul Hameed (Ministro das Relações Exteriores)
- Suíça: Pierre Aubert (Ministro do Exterior)
- Tailândia: Thanat Khoman (Vice-primeiro-ministro)
- Uganda: Otema Allimadi (Ministro do Exterior)
- Venezuela: José Zambrano Velasco (Ministro de Relações Exteriores)
- Vietnã: Huỳnh Tấn Phát (Vice-primeiro-ministro)

#### Outras delegações
As delegações estaduais desses países eram chefiadas por ministros do governo, embaixadores ou membros da casa real:
- Albânia: Sokrat Plaka (Embaixador na Iugoslávia)
- Angola: Ambrósio Lukoki (Ministro da Educação e Membro do Politburo do MPLA), Afonso Van-Dunem (Membro do Comité Central do MPLA)
- Argentina: Alberto Rodríguez Varela (Ministro da Justiça)
- Benim: Tonakpon Capo-Chichi (Ministro da Cultura) e Agbahe Gregoire (Ministro do Turismo e Artesanato)
- Botsuana: A. V. Kgarebe (Alto Comissário para o Reino Unido)
- Burundi: Reni Nkonkengurute (Membro do Politburo e do Presidium do Comité Central da União para o Progresso Nacional, Ministro dos Assuntos da Presidência)
- República Centro-Africana: General Mbale (Ministro da Administração Interna)
- Colômbia: Gustavo Balcázar Monzón (Embaixador da Colômbia no Reino Unido)
- Congo: Jean Ganga Zansou (Presidente da Assembleia Nacional)
- Costa Rica: Fernando Aldman (Ministro da Economia)
- Equador: Mario Aleman (Subsecretário do Ministério das Relações Exteriores)
- Guiné Equatorial: Abaga Julian Esono (Embaixador na França)
- Gabão: Jean Robert Fungu (Embaixador na Iugoslávia)
- Islândia: Ingvi Sigurður Ingvarsson (Embaixador na Suécia, Embaixador não residente na Iugoslávia)
- Costa do Marfim: K. Nalobamba (Ministro de Estado), Tousagnon Benoit (Vice-presidente da Assembleia Nacional)
- Jamaica: K. G. Hill (Embaixador em Genebra, Embaixador não residente na Iugoslávia)
- Quênia: J. H. Okvanyo (Ministro do Comércio)
- Kuwait: Sheikh Abdullah al Jaber (Emissário especial do Emir Jaber al Ahmad)
- Lebanon: Ali el Khalil (Ministro de Finanças)
- Libéria: Robert Kvele Kennedy (Embaixador em Roma, Embaixador não residente na Iugoslávia)
- Líbia: Abu-Bakr Yunis Jabr (Ministro da Defesa, General do Exército)
- Liechtenstein: Walter Oehry (Ministro do Governo)
- Maldivas: Ahmed Zaki (Representante Permanente da ONU)
- Malásia: Abdul Taib Mahmud (Ministro da Defesa)
- Mauritânia: Mohamme Ulg el-Hussein (Ministro)
- Marrocos: Dej Ould Sidi (Presidente do Parlamento), Mohammed Doniri (Minister of Supplies)
- Moçambique: Marcelino dos Santos (Membro do Comité Central da FRELIMO, membro da Comissão Permanente do Parlamento)
- Níger: Mahamane Karmou (Embaixador na URSS, Embaixador não residente na Iugoslávia)
- Omã: Fahad bin Mahmoud Al-Said (Subsecretário de Assuntos Judiciários)
- Filipinas: Leon Ma. Guerrero (Embaixador na Iugoslávia)
- Ruanda: Jules Kanadra (Embaixador em Moscou, Embaixador não residente na Iugoslávia)
- São Tomé e Príncipe: Brata da Coste (Membro do Conselho Coordenador do MLSTP/PSD, Ministro do Planeamento)
- Senegal: Maggat Lo (Presidente da Comissão Econômico-Social do Parlamento), Mohammed Li (Ministro do Governo)
- Serra Leoa: Philip Faboe (Secretário de Estado)
- Singapura: David Marshall (Embaixador na França)
- Somália: Ismail Ali Abokor (Presidente da Assembleia Popular e Membro do Politburo do Comité Central do Partido Socialista Revolucionário Somali)
- Iêmen do Sul: M. S. Muti (Membro do Politburo e Secretário do Comitê Central do Partido Socialista Iemenita), A. R. Ratib (Membro do Politburo)
- Sudão: Sherif Ghasim (Membro do Politburo da União Socialista Sudanesa)
- Trinidad e Tobago: James O'Neil (Embaixador na Bélgica, Embaixador não residente na Iugoslávia)
- Tunísia: Sadok Mokaddem (Presidente da Assembleia e Membro do Politburo do Partido Socialista Destourian) e Habib Bourguiba, Jr.
- Alto Volta: Tiemoko Marc Garango (Embaixador na Alemanha Ocidental, Embaixador não residente na Iugoslávia)
- Uruguai: Walter Ravenna (Ministro da Defesa Nacional)
- Cidade do Vaticano: Achille Silvestrini (Secretário do Conselho de Assuntos Públicos da Igreja)
- Zaire: Nzondomyo a' Dokpe Lingo (Presidente da Assembleia Nacional)

### Delegações de partidos e organizações

#### Organizações internacionais
- Liga Árabe: Chedli Klibi (Secretário-geral)
- Parlamento Europeu: Simone Veil (Presidente)
- Conselho da Europa: Franz Karasek (Secretário-geral)
- Comissão Europeia: Wilhelm Haferkamp (Vice-presidente)
- Commonwealth: Shridath Ramphal (Secretário-geral)
- OECD: Emiel van Lennep (Secretário-geral)
- Nações Unidas: Kurt Waldheim (Secretário-geral), P. N. Dhar
- UNESCO: Amadou-Mahtar M'Bow (Diretor-geral)

#### Movimentos de libertação
- Organização para a Libertação da Palestina: Yasser Arafat (Presidente)
- Frente Polisário: Mohamed Abdelaziz (Presidente do Conselho Revolucionário)
- Organização do Povo do Sudoeste Africano: David Meroro (Presidente da Assembleia Popular)

#### Partidos políticos e sindicatos
- Partido Comunista da Austrália: Bernie Taft (Secretário)
- Partido Trabalhista Australiano: Jane Taggart
- Partido Comunista da Áustria: Franz Muhri (Presidente) e Josef Nichel-Vizer (Membro do Comitê Central)
- Liga Popular de Bangladesh: Kamal Hosein
- Partido Comunista da Bélgica: Louis Van Geyt (Presidente), Jean Debruvere (Membro do Politburo)
- Partido Socialista (Bélgica): André Cools (Presidente), Irène Pétry (Membro do Bureau Nacional, Vice-presidente da Internacional Socialista, Presidente da Internacional Socialista das Mulheres)
- Partido Comunista do Chile: Milo Carres Orlando (Membro do Politburo)
- Partido Socialista do Chile: Carlos Altamirano (Secretário), Clodomiro Almeida (Secretário)
- Movimento Popular de Ação Unitária: Ricardo Lopez
- Partido Radical do Chile: Benjamin Tekliski (Secretário Executivo)
- Partido Comunista da Dinamarca: Jørgen Jensen (Presidente), Hans Kloster (Membro do Comitê Central)
- Partido Popular Socialista da Dinamarca: Gert Petersen (Presidente)
- Partido Revolucionário Dominicano: Francisco Pena Gomez
- Partido Trabalhista do Egito: Hamid Zidani
- Sindicatos Árabes (Egito): Fati Mohammad (Secretário-geral)
- Partido Comunista Francês: Georges Marchais (Secretário-geral)
- Partido Socialista (França): François Mitterrand (Primeiro-secretário), Lionel Jospin (Secretário Nacional)
- Partido Socialista Unificado (França): Maurice Revenel (Secretário Nacional), Victor Ledik (Secretário Nacional)
- Confederação Francesa Democrática do Trabalho: Edmond Maire (Secretário-geral), Jacques Chereque (Vice-secretário-geral)
- Confederação Geral do Trabalho (França): Gerard Gomez (Secretário Nacional)
- Partido Radical de Esquerda (França): Francois Lissere
- Partido Nacional Popular (Gana): Nana Okutwer Beko (Presidente)
- Partido Comunista da Grécia (Interior): Babis Drakopoulos (Secretário-geral)
- Partido Comunista da Grécia: Charilaos Florakis (Secretário-geral)
- Esquerda Democrática Unida (Grécia): Manolis Glezos
- Partido do Socialismo Democrático (Grécia):  Yagos Pesmazoglou, Georgios Milonas, Charalambos Protopapas
- Movimento Socialista Pan-helénico: Andreas Papandreou (Presidente)
- Confederação Geral dos Trabalhadores Gregos: Nicholas Papageorgiou (Presidente)
- Partido Comunista dos Países Baixos: Henk Hoekstra (Presidente)
- Partido do Trabalho (Países Baixos): Joop den Uyl (Líder do grupo parlamentar)
- Partido Comunista da Irlanda: Andy Barr (Presidente)
- Partido Comunista Italiano: Enrico Berlinguer (Secretário-geral)
- Partido Socialista Italiano: Bettino Craxi (Secretário-geral)
- Partido Socialista Democrático Italiano: Ruggero Puletti (Vice-secretário-geral), Giuseppe Amadei
- Partido da Unidade Proletária (Itália) e o  Movimento Operário pelo Socialismo: Lucio Magri (Secretário-geral), Luca Cafiero (Secretário)
- Democracia Cristã (Itália): Vito Lattanzio
- Partido Comunista Japonês: Kamejiro Senaga, Sakundo Onuma
- Partido Socialista do Japão: Tomio Kawahami, Eiji Yasai
- Congresso Nacional Africano: N. Kobi
- Partido Comunista Colombiano: Alvaro Delgado
- Partido Comunista Libanês: Nicolas Shawi (Secretário-geral)
- Partido Socialista Progressista (Líbano): Walid Jumblatt (Presidente)
- União Socialista das Forças Populares (Marrocos): Abderahime Buabid (Secretário-geral)
- Partido do Progresso e Socialismo (Marrocos): Ali Yata (Secretário-geral)
- Partido Comunista das Maurícias: Chandramun (Presidente)
- Partido Comunista Mexicano: Marcos Leonel Pasades (Membro do Comitê Executivo)
- Partido Comunista Alemão: Herbert Mies, Carlos Schroder
- Partido Social-Democrata da Alemanha: Willy Brandt (Presidente, Presidente da Internacional Socialista)
- Partido Nacional da Nigéria: Augustus Akinloye (Presidente)
- Partido Comunista Português: Álvaro Cunhal (Secretário-geral)
- Partido Socialista (Portugal): Mário Soares (Secretário-geral)
- União da Esquerda para a Democracia Socialista (Portugal): António Lopes Cardoso (Secretário-geral)
- Partido Comunista de São Marino: Umberto Barulli (Secretário-geral)
- Partido Socialista Sammarinês: Giuseppe della Balda
- Partido Comunista Sírio: Daniel Neme
- Partido Comunista de Espanha: Santiago Carrillo (Secretário-geral)
- Partido Socialista Operário Espanhol: Felipe González (Secretário-geral)
- Unión General de Trabajadores (Espanha): Anton Valentin
- Partido da Liberdade do Sri Lanka: Sirimavo Bandaranaike (Presidente)
- Partido Suíço do Trabalho: Jean Vincent (Presidente Honorário)
- Organizações Progressistas da Suíça: Georg Degen
- Partido da Esquerda (Suécia): Lars Werner (Presidente), Bo Hammar (Membro do Politburo)
- Partido Operário Social-Democrata da Suécia: Sten Andersson (Secretário)
- Partido Republicano do Povo (Turquia): Bülent Ecevit (Presidente)
- Partido Comunista da Grã-Bretanha: Gordon McLennan (Secretário-geral)
- Partido Trabalhista (Reino Unido): James Callaghan (Líder)